# Willy Zekid
Willy Zekid, Willy Mouélé de son vrai nom, est un dessinateur de bande dessinée, infographiste, scénariste et caricaturiste de presse. Il est l'un des pionniers de la BD au Congo-Brazzaville, le seul d'ailleurs à figurer dans le dictionnaire mondial de la bande dessinée 2010.

## Carrière en Afrique
Après de courtes études en droit puis en journalisme, Willy Zekid fait ses débuts d'auteur de BD au sein du journal Ngouvou. Il collabore ensuite avec le magazine Journal des jeunes pour les jeunes. Le contexte militaire tendu le conduit vers 1997 à s'installer en Côte d'Ivoire, où il crée pour le journal satirique Gbich le personnage Papou. Il reprend également Cauphy Gombo, personnage créé par Lassane Zohoré et adapté par la suite à l'écran.

## Carrière en France
En 2002, après le déclenchement de la guerre civile ivoirienne, Zekid s'installe à Paris. Il crée peu après la série Takaf pour le magazine franco-africain Planète jeunes. Inspirée de l'histoire d'un de ses amis (Giscard D.)[réf. nécessaire], cette série au long cours qui a fait l'objet de deux albums en 2010 et 2012 est régulièrement utilisée comme support pédagogique au Congo. En 2011, Zekid publie son premier roman, Le Sceau de l'ange.